# جون س. مورغان
جون س. مورغان (بالإنجليزية: John C. Morgan)‏ هو ضابط أمريكي، ولد في 24 أغسطس 1914 في فيرنون في الولايات المتحدة، وتوفي في 17 يناير 1991 في بابيليون في الولايات المتحدة.